# مابل ماي وودورد
مابل ماي وودورد (بالإنجليزية: Mabel May Woodward)‏ هي رسامة أمريكية، ولدت في 28 سبتمبر 1877 في بروفيدنس في الولايات المتحدة، وتوفي بنفس المكان في 14 أغسطس 1945.

## معرض صور

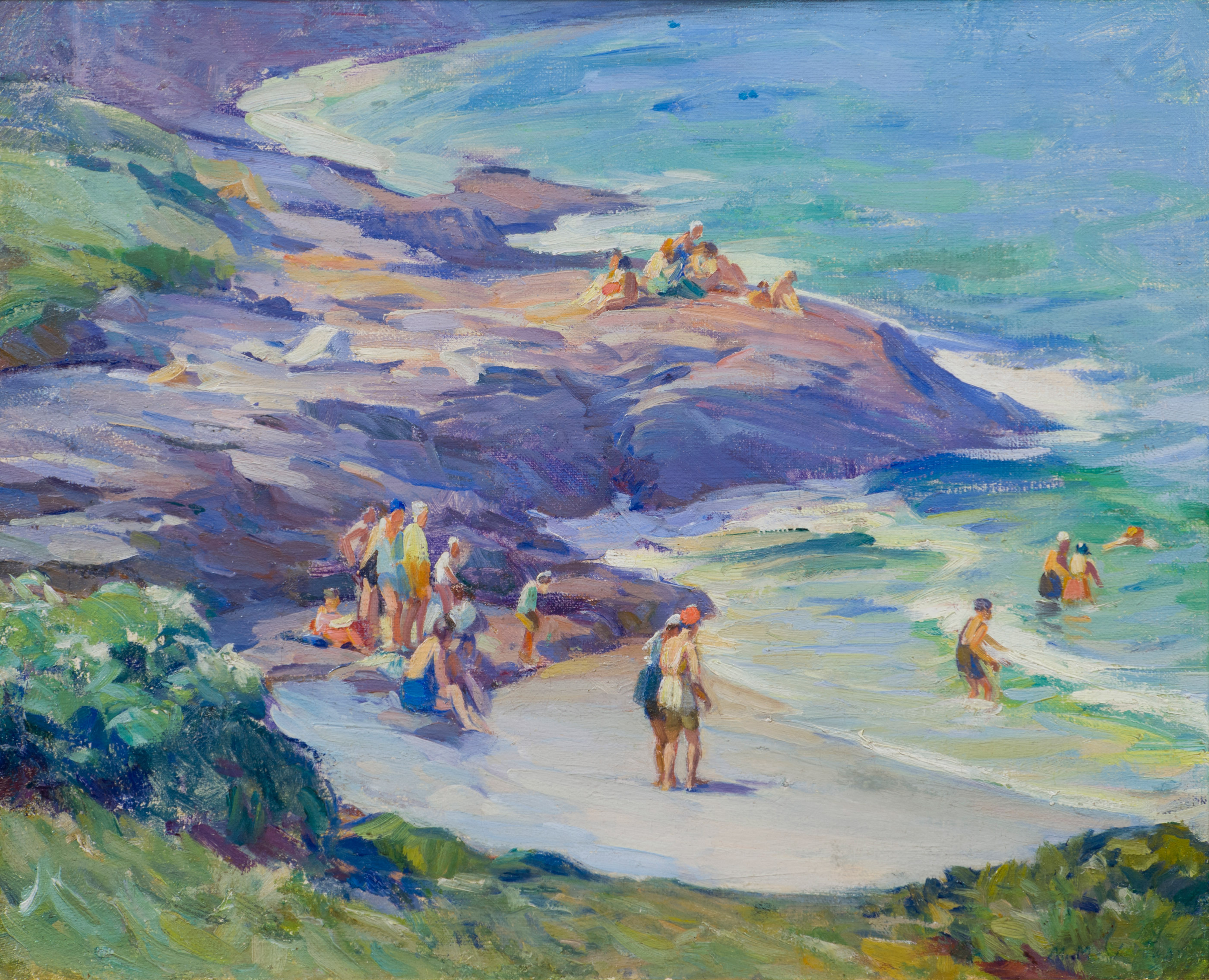
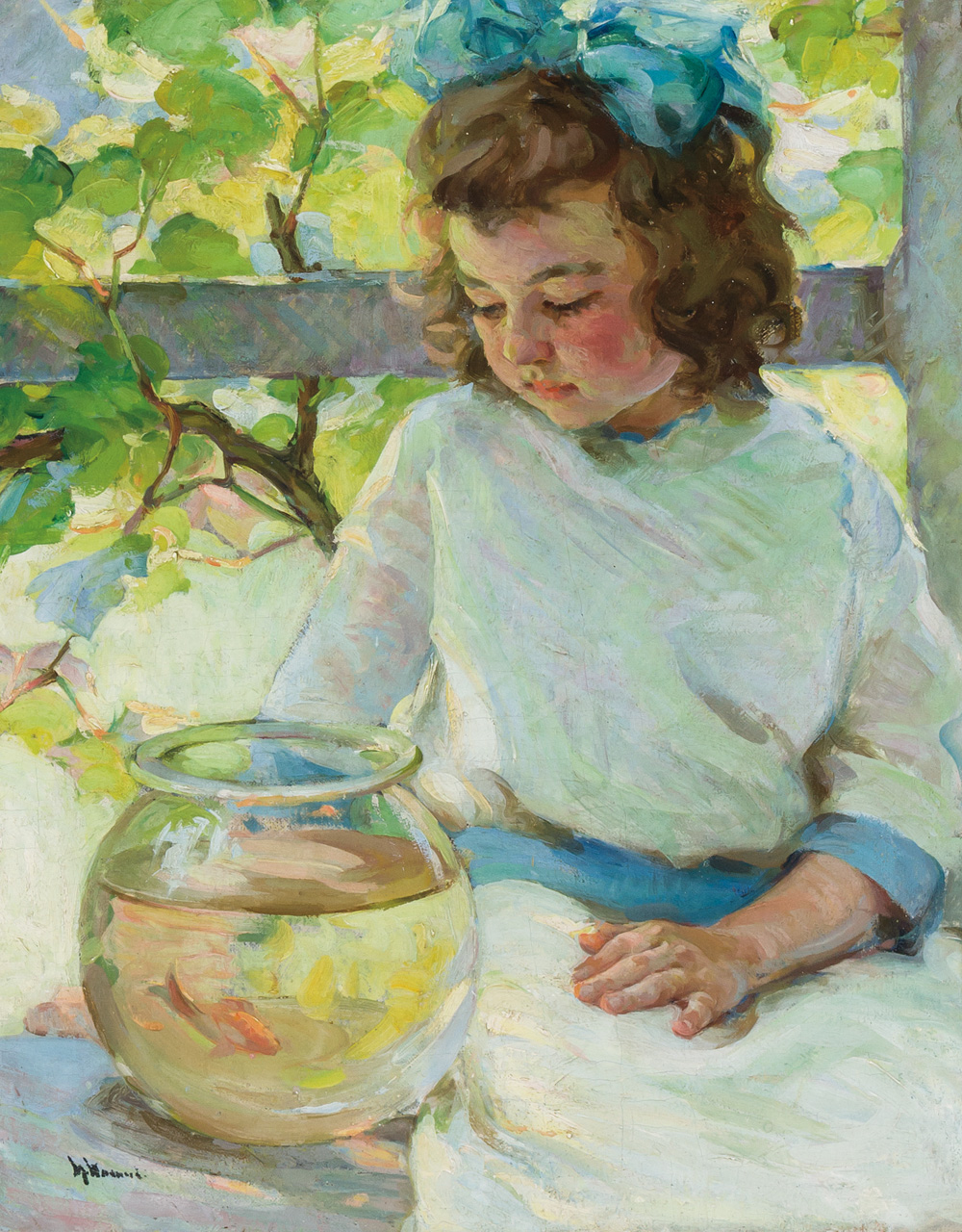
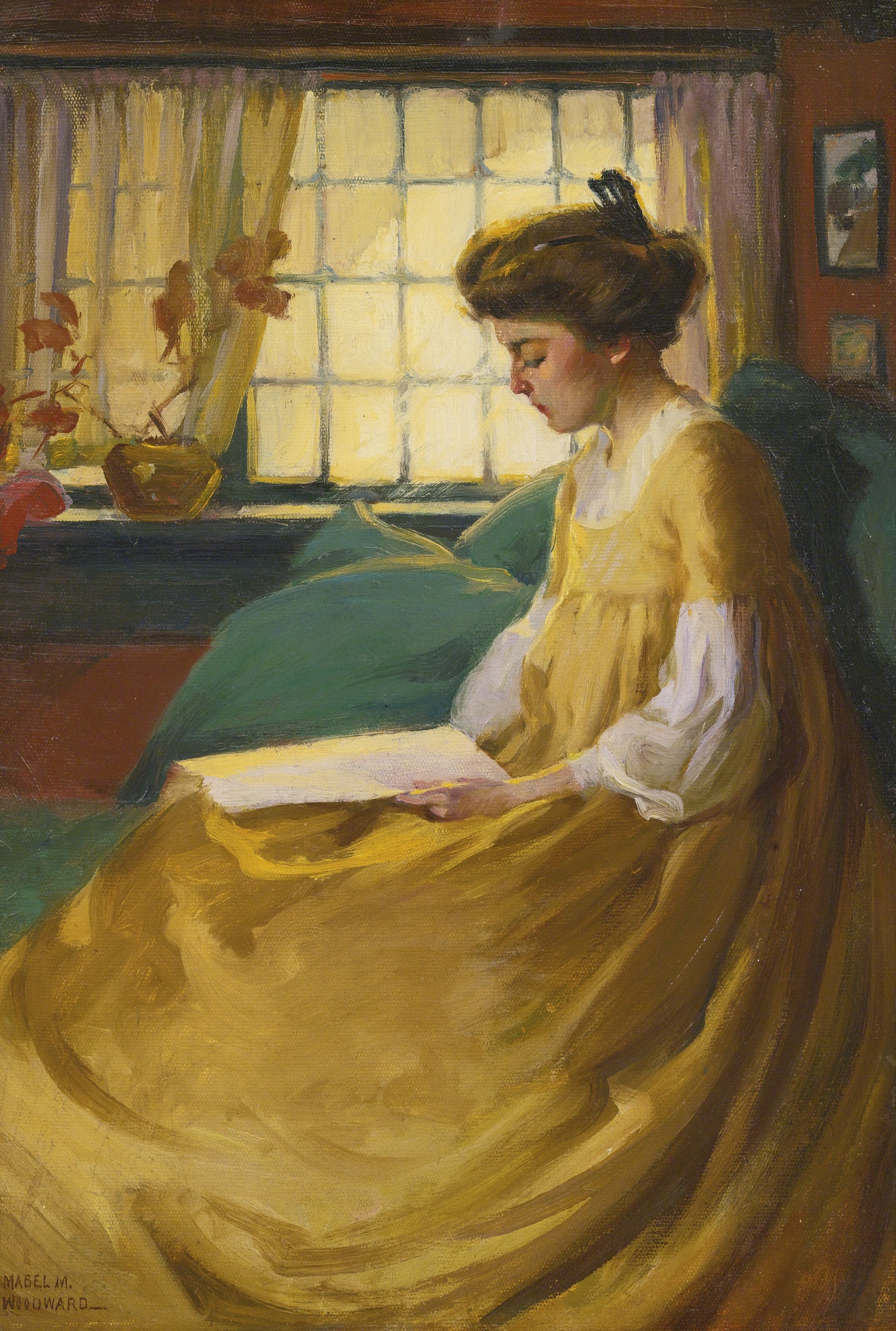
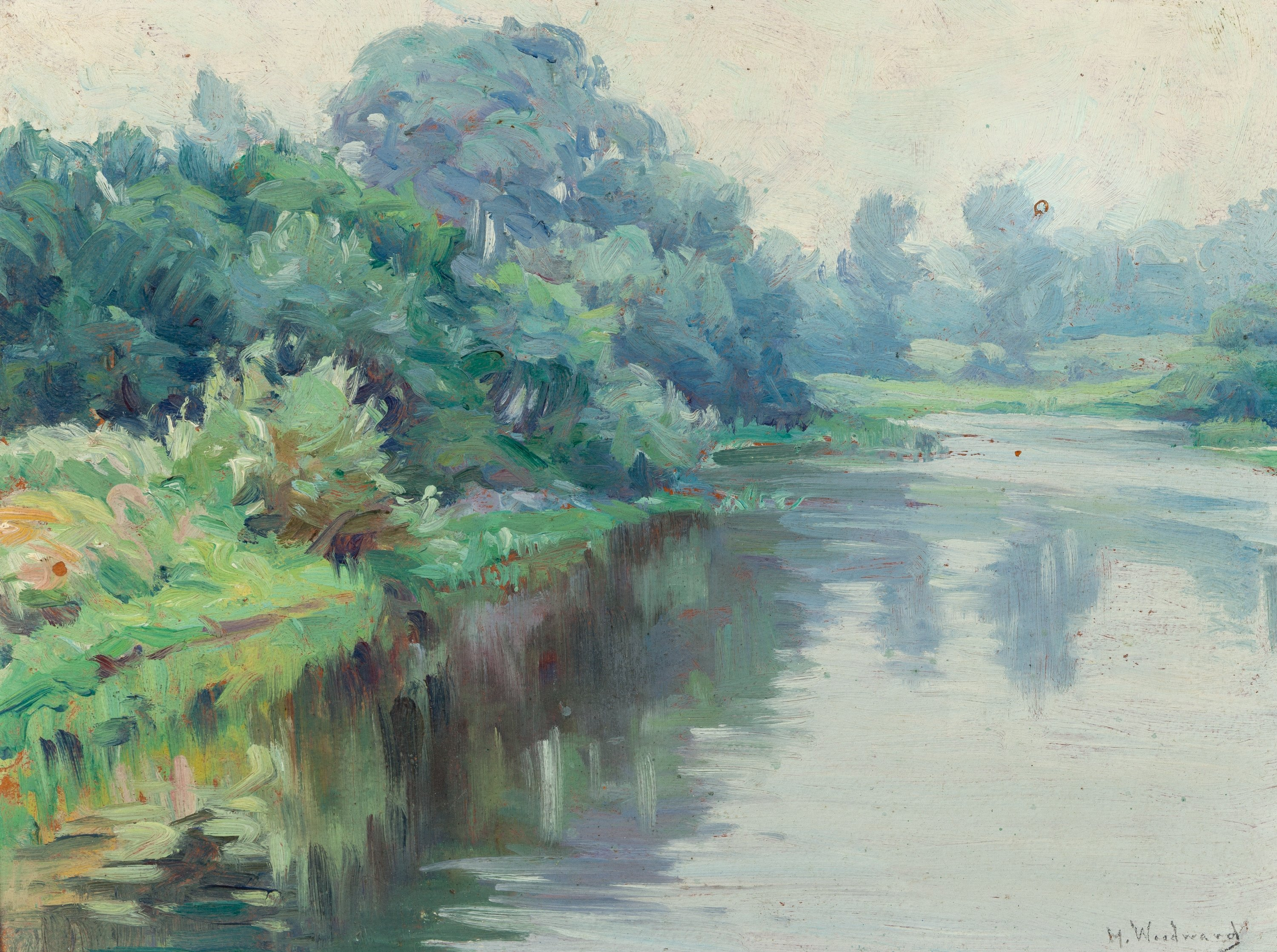
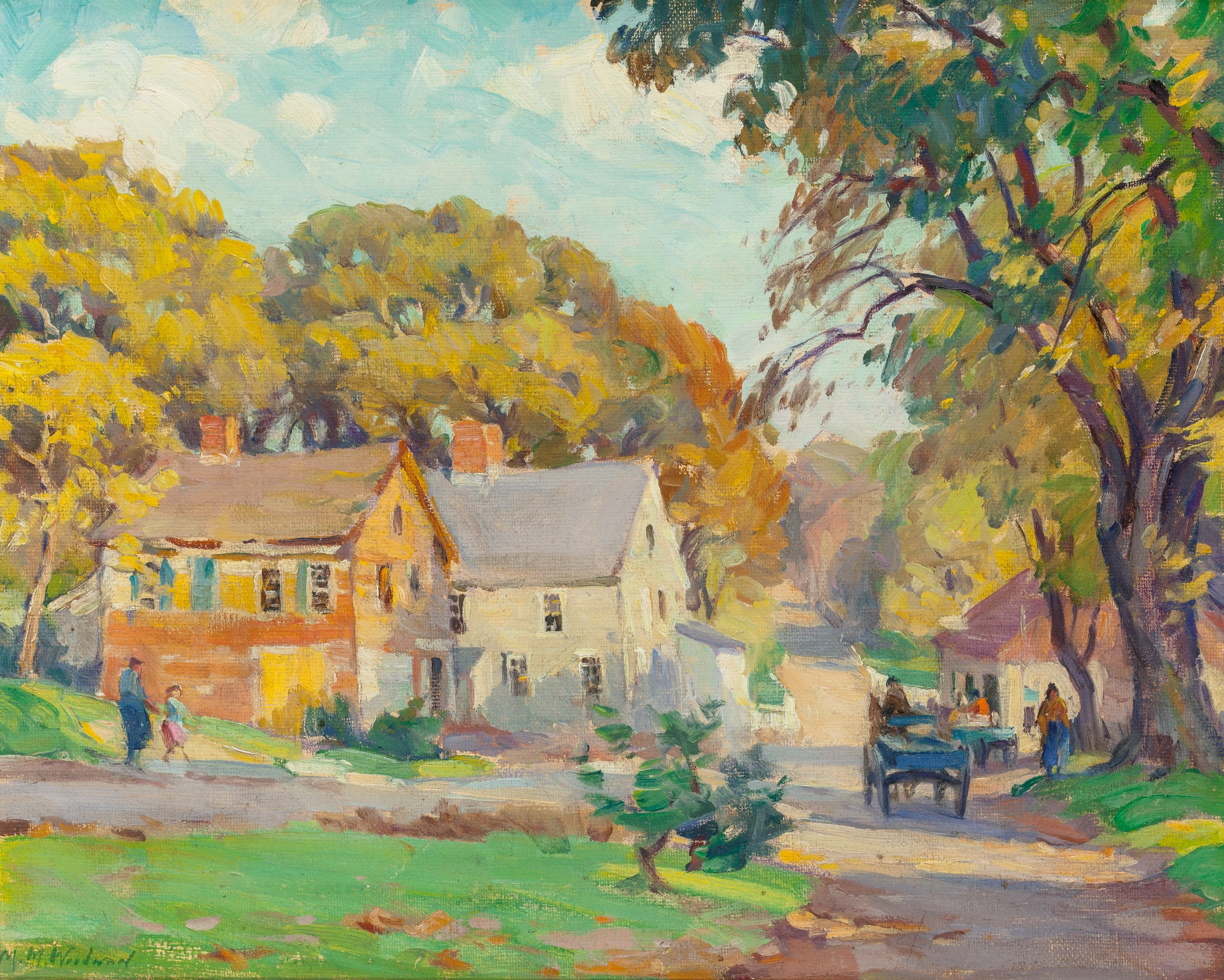